# ني حور
كان ني حور ملك مصري محتملاً من عصر ما قبل الأسرات. اسمه يعني «الصياد» حسب عالم المصريات فيرنر كايزر. ربما يكون قد حكم خلال القرن الحادي والثلاثين قبل الميلاد.

## الاسم
على الرغم من أن التفسير مثير للجدل، إلا أنه يعتقد أن اسمه حورس Ḥr-nj / Ḥr-nw يعني أنه ينتمي إلى حورس / صياد حورس.
ومع ذلك، على عكس الملوك المصريين اللاحقين، فإن اسم السرخ لا يتضمن صقر حورس. السبب الدقيق لذلك غير معروف، ولكن قد يكون لأنه سبق هذه الممارسة، أو أنه لم يكن يعتبر ملكًا، كما تم فهمه لاحقًا. تتضمن الأسماء المتغيرة: ني-حور أو حور-ني.

## الأدلة
يظهر اسم ني-حور في الغالب على الأواني الفخارية والحجرية الموجودة في المقابر بالقرب من طرخان، وفي طرة ونقادة. والدليل على حكمه ضعيف جدا، ووجودها موضع شك من قبل بعض الأبحاث، وانقسم الرأي حول القراءة والتفسير الفعليين للاسم.
يعتقد بعض علماء المصريات أن ني حور تسمية بديلة للملك المصري نعرمر.
كان فليندرز بتري مترددًا بسبب التمثيل غير الصحيح للشخصية المعينة لهذا الملك وكان غير راغب في وصفه بأنه الملك المصري نعرمر.
من ناحية أخرى، يعتبر توماس شنايدر وجونتر دراير وفيرنر كايزر أن ني-حور لم يكن نعرمر حيث أن العظام الموجودة في قبور ترخان تسبق الوقت الذي عاش فيه نعرمر.
من ناحية أخرى، يحذر عالم المصريات لودفيج ديفيد مورينز من تحديد أي خيار ملموس، لأن الأدلة ضعيفة للغاية في هذا الوقت.
لا يُعرف سوى القليل جدًا عن حكمه، ولا يزال وجوده مثيرًا للجدل.
كان حورس ني (ني حور) حاكماً (محتملاً) لمصر السفلى خلال عصر ما قبل الأسرات وعاش، وفقًا للتقاليد، وحكم حوالي 3200-3175 قبل الميلاد. وتأتي نقوش اسمه من طرخان وطرة ونقادة.
من المفترض أنه كان من أسرة منافسة لأسرة حكام ثينيس، قبل 150 عامًا من غزو هؤلاء الملوك لأراضيه وتأسيس الأسرة المصرية الأولى.